# Dorota Maria z Saksonii-Gothy-Altenburga
Dorothea Marie (ur. 22 stycznia 1674 w Gocie, zm. 18 kwietnia 1713 w Meiningen) – księżniczka Saksonii-Gothy-Altenburga, od śmierci teścia księcia Bernarda I 27 kwietnia 1706 księżna Saksonii-Meiningen. Pochodziła z rodu Wettynów.
Była córką księcia Saksonii-Gothy-Altenburga Fryderyka I i jego żony księżnej Magdaleny Sybilli z Saksonii-Weißenfels.
19 września 1704 w Gocie poślubiła przyszłego księcia Saksonii Ernesta Ludwika I. Para miała pięcioro dzieci:
- księcia Józefa Bernarda (1706–1724)
- księcia Fryderyka Augusta (1707–1707)
- Ernesta Ludwika II (1709–1729), przyszłego księcia Saksonii-Meiningen.
- księżniczkę Ludwikę Dorotę (1710–1767)
- Karola Fryderyka (1712–1743), także przyszłego księcia Saksonii-Meiningen.